# Дарко Рајаковић
Дарко Рајаковић (Чачак, 22. фебруар 1979) јесте српски кошаркашки тренер. Тренутно је главни тренер у Торонто репторсима.
Рајаковић је две сезоне био главни тренер Тулса 66ерс НБА Г лиге и први главни тренер у историји НБА Г лиге рођен ван Северне Америке.

## Образовање
Рајаковић је диплому кошаркашког тренера стекао на Кошаркашкој академији у Београду 2004. године, а диплому спортског менаџмента на Алфа БК универзитету 2006. године.

## Каријера
Тренерску каријеру је започео у Борцу из Чачка са свега 16 година. Након три године проведене у Чачку био је тренер млађим категоријама Црвене звезде, са којима је имао великих успеха. Током осам година проведених у Звезди био је два пута шампион Србије. Од 2009. до 2012. године радио је у шпанском нижелигашку Торелодонесу.
Рајаковић је 2014. године преузео екипу Тулса сикстисиксерса и тако постао први тренер који је водио неки тим у НБА развојној лиги а да је рођен ван Северне Америке. Током две сезоне, Сикстисиксерси су остварили скор од 51 победе и 49 пораза. У лето 2014. је почео да ради као помоћни тренер у НБА лигашу Оклахома Сити тандеру, и ту је провео наредних пет сезона. У сезони 2019/20. је био помоћни тренер у Финикс сансима, а од септембра 2020. исту функцију преузима у Мемфис гризлисима. Дана 10. јуна 2023. године именован је за главног тренера Торонто репторса. Тако је постао други Србин који је именован за главног тренера неке НБА франшизе након Игора Кокошкова.

## Главни тренер

### НБА развојна лига
| Тим    | Година   | У   | ПОБ | ПОР | УС%  | Пласман         | ПУ | ППОБ | ППОР | ПУС% | Пласман у плеј-офу   |
| ------ | -------- | --- | --- | --- | ---- | --------------- | -- | ---- | ---- | ---- | -------------------- |
| Тулса  | 2012/13. | 50  | 27  | 23  | .540 | 3. у централној | 5  | 2    | 3    | .400 | Изгубио у полуфиналу |
| Тулса  | 2013/14. | 50  | 24  | 26  | .480 | 5. у централној |    |      |      | –    | Пропустио плеј−оф    |
| Укупно | Укупно   | 100 | 51  | 49  | .510 |                 | 5  | 2    | 3    | .400 |                      |